# 勒南

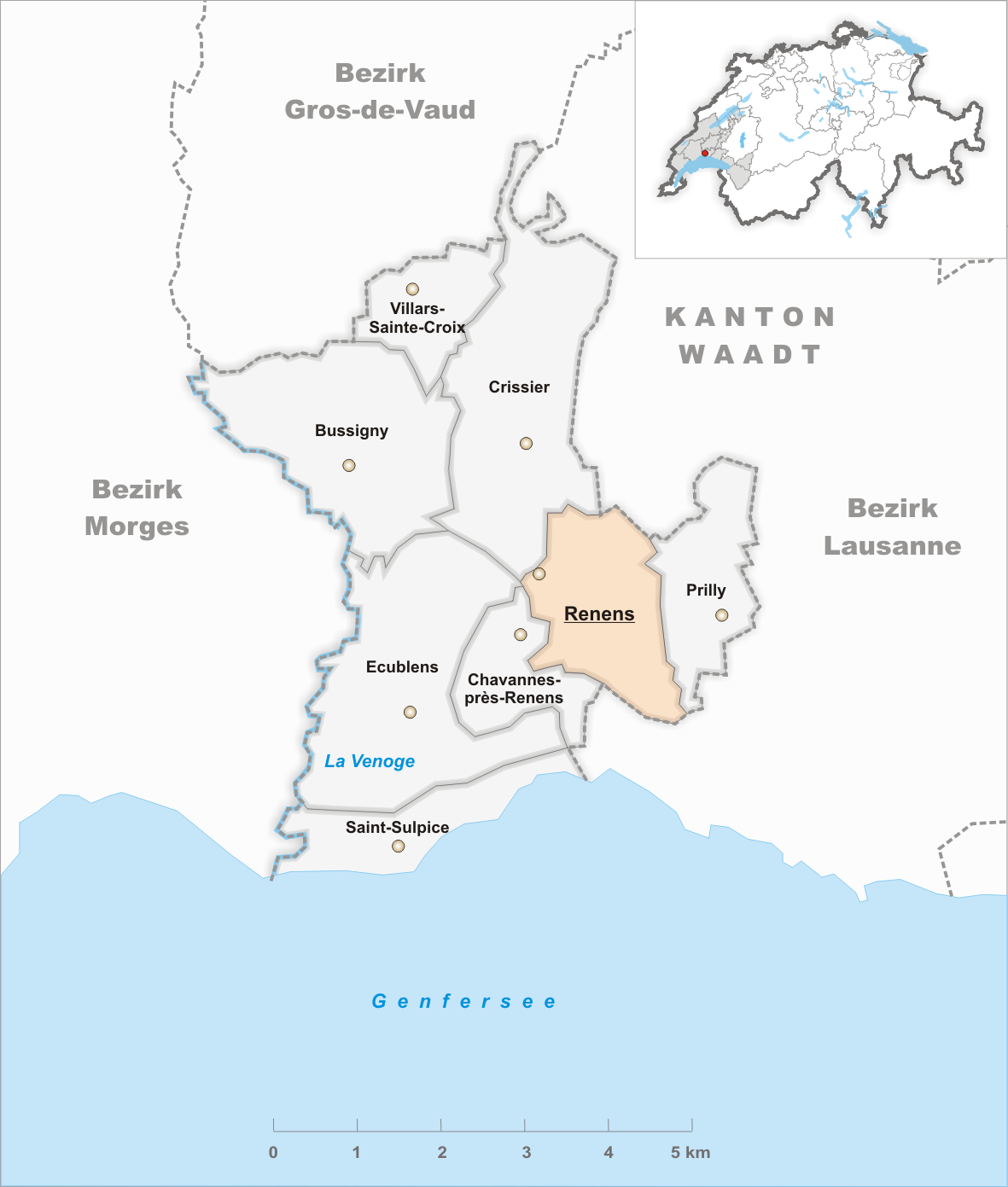
勒南市地图

勒南（法語：Renens）是瑞士联邦的城镇，位於該國西部，由沃州負責管轄，距離洛桑4公里，面積为2.96平方公里，海拔高度415米，2017年12月31日人口为21,036人，其中四成居民信奉羅馬天主教。

## 外部連結
- Renens Homepage（页面存档备份，存于）